# Siberische Republiek

Federaal district Siberië
Geografisch Russisch Siberië
Siberië volgens ruimste definitie en historisch gebruik

Vlag van Siberië.

De Siberische Republiek is het idee dat Siberië een onafhankelijke republiek moet zijn.
Het argument voor een onafhankelijke republiek is dat Siberië 77% van het Russische grondgebied uitmaakt (13,1 miljoen vierkante kilometer) en 40 miljoen mensen omvat. West-Siberië heeft rijke olie- en gasreserves, maar de belastingen gaan rechtstreeks naar Moskou. Het zou Siberië ten goede komen om extractiebedrijven belasting te laten betalen in de regio's waar ze actief zijn.
Het argument tegen zelfbeschikking is dat Siberië dunbevolkt is en de Russische Federatie nodig heeft om te voorkomen dat het naar buitenlandse indringers valt.

## Geschiedenis
Het idee van een Siberische staat ontstond in het midden van de 19e eeuw en kreeg vorm met militaire activiteiten van Aleksandr Koltsjak en Viktor Pepeljajev tijdens de Russische Burgeroorlog.
In 1918 werden twee voorlopige regeringen gevormd, een in Vladivostok onder leiding van Derber en een andere in Omsk onder leiding van Vologodski. Beide regeringen fuseerden tegen het einde van het jaar met de Voorlopige Regering van Alle Russen. In 1922 werd Siberië onderdeel van de Sovjet-Unie.
Het idee van een onafhankelijke Siberische Republiek werd overwogen in 1989, tijdens de verkiezing van het Congres van Volksvertegenwoordigers van de Sovjet-Unie, maar zij bereikten een compromis met de Siberische Overeenkomst, die meer regionale macht gaf aan de lokale leiders.
In 1992, na het uiteenvallen van de Sovjet-Unie, werd onder Boris Jeltsin de Siberische autonomie opnieuw overwogen. De Siberische gebieden werden echter geconsolideerd onder de Siberische overeenkomst en in een resolutie werd verklaard dat als de eisen van de Siberiërs werden genegeerd, ze "de oprichting van de Siberische republiek zouden versnellen."

## Recente pogingen
Na de annexatie van de Krim door de Russische Federatie in 2014 probeerde performancekunstenaar Artjom Loskoetov op 17 augustus in Novosibirsk een nepdemonstratie te organiseren met de naam Monstration om het idee van een Siberische Republiek in de Russische Federatie te promoten. Aleksej Navalny kondigde het evenement aan in zijn blog, maar het Kremlin lanceerde een media-blackout van het evenement.
Het protest werd vergeleken met de grootschalige Euromaidan-protesten in Kiev die leidden tot de Revolutie van de Waardigheid in februari 2014, en Nikolaj Valoejev noemde het de "eerste poging van wereldwijde inspanningen om separatisme in Rusland te bevorderen." De Russische media-waakhond Roskomnadzor waarschuwde 14 media-uitgevers die het verhaal hadden en dreigden de Russische BBC-dienst te sluiten.